# Étienne Regnault
Pour les articles homonymes, voir Regnault.
Étienne Regnault, commis aux écritures dans le cabinet de Colbert, a été le premier gouverneur de Bourbon de 1665 à 1671. Il a fondé la ville de Saint-Denis en 1669.

## Création de la colonie[1]
Étienne Regnault embarque de Brest, le 7 mars 1665, à bord de l’un des quatre vaisseaux de la flotte de Pierre de Beausse. Ce dernier est chargé du gouvernement et de la colonisation de Madagascar, siège de la récente Compagnie orientale des Indes. 
La flotte fait escale dans la baie de Saint-Paul à Bourbon, en juillet 1665, pour ravitailler les vaisseaux en eau potable et vivres frais. Étienne Regnault débarque sur l'île accompagné d'une vingtaine d'hommes et femmes ; ceux-ci et les suivants arrivés en 1667 s'installent à proximité de l'étang de Saint-Paul. Parmi ces colons, figurent les 2 couples qui donneront naissance aux 2 premiers enfants nés sur l'île : Estienne Pau de Pierre Pau et Anne Billard et Estienne Bellon de Jean Bellon et Antoinette Arnaud. Gilles Launey, autre arrivant, épousera Anne Caze en 1678.
Ce sont les premiers colons officiels, bien que Louis Payen  ait débarqué sur l'île dans ce but, en 1663, avec 8 hommes (dont 7 malgaches) et trois femmes.

### Création de Saint-Paul et Saint-Denis
Étienne Regnault est nommé (le 9 juillet 1665 ) par de Beausse, commandant de Bourbon, une fonction qui le place comme représentant principal de l'autorité métropolitaine et chef de l'administration de la colonie.
Sa première préoccupation est d'organiser la vie du groupe et de construire le bourg de Saint-Paul. Puis il s'intéresse aux intérêts stratégiques et économiques de la Compagnie des Indes  dont l' entretien  des vaisseaux et l'accueil des équipages. Le gouverneur s’emploie ensuite à développer les ressources de l'île en faisant planter de la vigne, du coton, du chanvre et du riz dans les marais de l’étang Saint-Paul ;  du sel est récolté à la "Pointe au Sel".
Il réconcilie avec Payen les Malgaches de son équipe qui avaient fui après une tentative de meurtre contre les deux européens. 
François Martin le fondateur de Pondichéry visite l'île du 20 juillet au 8 août 1665, puis,en 1666, c'est au tour du commissaire d'artillerie Carpeau du Saussay  accompagné par de Champmargou, gouverneur à Fort-Dauphin. 
Regnault  remarque que, à l'est de Saint-Paul (zone entre Sainte-Marie et sainte-Suzanne), la terre  est plus riche et les ressources naturelles plus abondantes ; il encourage les colons à s'y implanter.
C'est en 1669 qu'il transfère le siège de la colonie au nord  de l'île, à l'estuaire d'une rivière. Il baptise le nouveau bourg : Saint-Denis, par amitié, du nom du bateau du Commandeur Chanlatte qui avait accosté en 1668.

## Départ de Regnault

### Arrivée du vice-roi des Indes occidentales
La flotte de Jacob de La Haye mouille à Saint-Denis le 1er mai 1671. Devant les 50 habitants, Jacob de La Haye se fait reconnaître en tant que "Vice-Roi, Amiral et Lieutenant Général pour le Roy en tous les pays des Indes". Il  fait prêter serment d'allégeance à la population et prend officiellement possession de l'île. Étienne Regnault est remplacé, dès le 17 juin, par  Jacques de La Heure, un ancien capitaine d'infanterie.

### Ordonnance  de 1674
Passant par Bourbon après sa défaite à San-Thomé, de La Haye signe, le 1er décembre 1674, une ordonnance (charte de bonne administration de l'île). Contenant 25 articles, c'est la première constitution de l'île Bourbon : entre autres, la chasse (article 12) et les mariages inter-ethniques (article 20) sont interdits.

### Fin de carrière
Étienne Regnault va servir fidèlement la Compagnie des Indes, à Surate puis à Pondichéry de 1671 à 1673. Il serait retourné à Paris où il aurait à nouveau été pressenti pour être gouverneur à Bourbon en 1681 afin d’y redresser la situation. La fin de sa vie et sa mort demeurent vagues. Il va mourir au Bengale le 4 septembre  1688 même si certains affirment qu'en 1689 il aurait demandé de revenir sur l'île .